# Карпиловка (Ляденский сельсовет)
Карпиловка (бел. Карпілаўка) — деревня в Червенском районе Минской области Беларуси. Входит в состав Ляденского сельсовета.

## География
Расположена в 18 километрах к северо-востоку от Червеня, в 80 км от Минска, в 25 км от станции Гродзянка линии Гродзянка—Верейцы, к югу от автодороги Минск—Могилёв, на одноименной реке. Дорога к деревне в зимнее время сильно заметается снегом, а в осенне-весеннее межсезонье труднопроходима из-за грязи и луж. Её расчистка не всегда происходит регулярно. Вблизи деревни имеется родник. В южной части деревня сливается с небольшим садоводческим товариществом «Ведрица».

## История
Известна с XVIII века. На 1795 год деревня в составе Игуменского уезда Минской губернии и принадлежала помещику Шевичу, здесь было 5 дворов, жили 38 человек. По словам старожилов, до Отечественной войны 1812 года деревня была расположена в другом месте, в районе нынешнего урочища Вишнёвка, что за водохранилищем Ведрица. В нынешнее место, расположенное посреди леса, часть жителей переселилась чтобы укрыться от наполеоновских войск, позднее сюда переехали и все остальные. На 1858 год относилась к принадлежавшему помещичьему роду Шевичей имению Ивановск и насчитывала 13 дворов и 84 жителя. Согласно переписи населения Российской империи 1897 года относилась к Юровичской волости и насчитывала 24 двора, где проживали 174 человека. В начале XX века здесь было 18 дворов и 314 жителей. На 1917 год относилась к Хуторской волости, насчитывала 29 дворов и 227 жителей. С февраля по декабрь 1918 года деревня была оккупирована немцами, с августа 1919 по июль 1920 — поляками. 20 августа 1924 года деревня вошла в состав вновь образованного Хуторского сельсовета Червенского района Минского округа (с 20 февраля 1938 — Минской области). Согласно переписи населения СССР 1926 года насчитывалось 24 двора, проживали 195 человек. Перед войной в деревне было 13 домов.

### Великая Отечественная война
Во время Великой Отечественной войны деревня была оккупирована немецко-фашистскими захватчиками в июле 1941 года. Во время войны большинство домов были сожжены, уцелели лишь четыре. По воспоминаниям местных жителей, часть домов сожгли сами сельчане, чтобы не дать немцам остановиться у них. Большинство жителей деревни ушли в лес. В местных лесах развернули активную деятельность партизаны 12-й кавалерийской бригады имени Сталина и бригады «Красное Знамя». Как минимум двое жителей деревни были расстреляны немцами по доносу кого-то из односельчан за связь с партизанами. Освобождена в результате боя в начале июля 1944 года. В бою за освобождение окрестностей деревни погибли более двадцати красноармейцев, которые были похоронены в Ведрице (по другим данным — в Хуторе). В лесу в районе деревни расположена одиночная могила неизвестного солдата. 11 жителей деревни погибли на фронтах. Домой вернулись только двое мужчин.

### Послевоенное время
На 1960 год в Карпиловке насчитывался 41 житель. В 1980-е годы деревня относилась к совхозу «Нива». На 1997 год здесь было 5 круглогодично жилых домов и 8 жителей. 30 октября 2009 года в связи с упразднением Хуторского сельсовета вошла в состав Колодежского сельсовета. 28 мая 2013 года передана в Ляденский сельсовет. На 2013 год в деревне 12 домов, из них круглогодично обитаемы 4, 5 постоянных жителей. Большинство остальных домов в тёплое время года посещаются дачниками. Дважды в неделю в деревню приходит автолавка.

## Население
- 1795 — 5 дворов, 38 жителей
- 1858 — 13 дворов, 84 жителя
- 1897 — 24 двора, 174 жителя
- начало XX века — 18 дворов, 314 жителей
- 1917 — 29 дворов, 227 жителей
- 1926 — 34 двора, 195 жителей
- 1941 — 13 дворов
- 1960 — 41 житель
- 1997 — 5 (12) дворов, 8 жителей
- 2013 — 5 (12) дворов, 6 жителей

## Известные уроженцы
- Пенкрат, Михаил Михайлович — белорусский писатель.